# Ніуатопутапу
Ніуатопутапу (тонг. Niuatoputapu; англ. Niuatoputapu) — острів у східній частині острівної групи Ніуас округу Ніуас (Королівство Тонга), в південно-західній частині Тихого океану.

## Географія

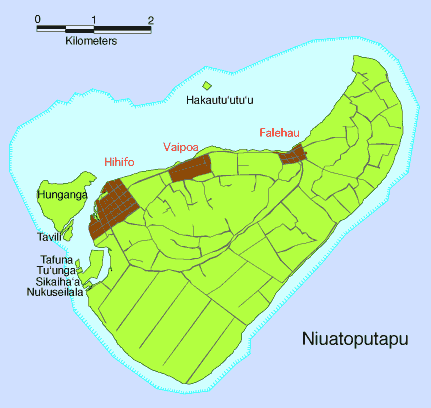
Мапа острова Ніуатопутапу

Острів Ніуатопутапу розташований у східній частині острівної групи Ніуас і знаходиться приблизно за 300 кілометрів на північ від архіпелагу Вава'у та за 280 км на південь — південний захід від островів держави Самоа. За 10 км на північ розташований найменший заселений острів групи — Тафахі, а за 195 км на захід — північний захід лежить острів Ніуафо'оу.
Острів має вулканічне походження. Найвища точка острова досягає 146 м, за іншими даними — 157 м і являє собою древній, сильно ерозійний кратер вулкана, який востаннє вивергався близько 3 мільйонів років тому. Поверхня острова в значній мірі покрита вулканічним попелом, який робить ґрунт доволі родючим. Узбережжя Ніуатопутапу низовинне і оточене кораловим рифом, який в далекому минулому виріс на підводних схилах вулкана. Площа суші острова становить близько 18 км², за цим показником він посідає друге місце у групі островів Ніуас, після острова Ніуафо'оу (50,27 км²). Острів простягся з південного заходу на північний схід на 6,8 км, при максимальній ширині 4,7 км. Довжина берегової лінії близько 18,8 км. Клімат вологий, тропічний.
Основні види діяльності мешканців: натуральне сільське господарство, рибальство.
Адміністративний центр Хіхіфо містить більшість місцевих урядових установ, в тому числі: поштове відділення, телекомунікації, поліцейський відділок, середню та початкову школи (початкові школи є в інших населених пунктах острова). На північно-західному узбережжі розташована гавань.

## Населення
Зміна чисельності населення острова Ніуатопутапу за переписом станом на листопад місяць, з 1996 по 2011 роки:
| Роки                        | 1996  | 2006   | 2011 |
| --------------------------- | ----- | ------ | ---- |
| Чисельність населення, осіб | 1,161 | ▼1,019 | ▼716 |

Всього на острові 3 населених пункти, найбільший з них адміністративний центр округу Ніуас та району Ніуатопутапу — село Хіхіфо (284 особи, 2011), а також села: Ваїпоа та Фалехау. Середня щільність населення острова становить — 39,78 осіб/км².

## Історія
Ніуатопутапу був вперше відкритий європейцями у травні 1616 року, нідерландськими мандрівниками Якобом Лемером та Віллемом Схаутеном. Вони назвали острів «Веррадерс Ейландт» (нід. Verraders Eylandt, в перекладі з нідерландської мови — «острів зрадників»), через холодний прийом і підступний норов місцевих мешканців. У 1767 році на острові побував англійський мандрівник Самюель Волліс, який назвав його острів Кеппель (англ. Keppel Island) — на честь Огастеса Кеппеля першого лорда Британського Адміралтейства.
29 вересня 2009 року в 6:48:11 за місцевим часом (17:48:11 UTC) острів Ніуатопутапу постраждав від землетрусу магнітудою 8 балів і цунамі, епіцентр якого був в регіоні архіпелагу Самоа.

## Кінематографія
Американський фільм 2001 року, «Інша сторона Небес», зображує тяготи місіонерської діяльністі мормона Джона Гроберга, який близько року прожив на острові Ніуатопутапу. Фільм, однак, був знятий на острові Раротонга (Острови Кука), а також в Окленді (Нова Зеландія).